# Gonomyia pervilis
Gonomyia pervilis är en tvåvingeart som beskrevs av Alexander 1935. Gonomyia pervilis ingår i släktet Gonomyia och familjen småharkrankar. Inga underarter finns listade i Catalogue of Life.